# Aorta torácica
A aorta torácica está contida na cavidade posterior do mediastino e, é ramo da aorta descendente. Na sua porção superior, situa-se à esquerda da linha mediana indo aproximando-se dela, mas sem nunca a atingir, à medida que desce (com obliquidade póstero-infero-medial) em direcção ao hiato aórtico do diafragma, ao nível da 12.ª vértebra torácica. Ao alcançar o diafragma, continua-se através da aorta abdominal.
Ao longo do seu percurso, dá origem a ramos colaterais que podem ser classificados em dois tipos: ramos viscerais, que vascularizam órgãos intratorácicos, (artérias brônquicas: estas irrigam os pulmões, artérias esofágicas médias, artérias mediastínicas) e ramos parietais, que vascularizam as paredes do tórax (artérias intercostais posteriores).